# Петрича
Петрича је насељено мјесто у општини Сребреница, Република Српска, БиХ. Према попису становништва из 1991. у насељу је живјело 136 становника.

## Географија
Петрича је село у Подрињу које припада мјесној заједници Црвица. То је последње село сребреничке општине на граници са општином Братунац.
Петрича се налази на лијевој обали ријеке Дрине, 10 km низводно од Скелана и Бајине Баште.
Кроз село пролази регионални пут Сребреница-Скелани-Братунац. Петрича је саобраћајно добро повезана са најближим градовима, Бајином Баштом и Братунцем.

## Становништво
Петрича има око 130 становника и око 40 домова. Национална структура становништва је хомогена, у селу живе Срби православно-хришћанске вјере. Петрича, као и остала насеља Подриња, биљежи стални депопулациони тренд јер становници из економских разлога мигрирају већином у Србију. Највише исељеника има у Бајиној Башти а има их још у Обреновцу, Лазаревцу, као и другим градовима.
Становништво се највише бави ратарством и воћарством, а приличан број неимара сезонски ради у многим мјестима широм Републике Србије и Републике Српске.
Фамилије које насељавају Петричу су: Глишићи, Радивојевићи, Јањићи, Цвијићи, Живановићи, Матићи, Ивановићи, Марковићи, Јовановићи, Петковићи, Лукићи, Шимшићи.